# Lapadas do Povo
Lapadas do Povo é o quarto álbum de estúdio da banda brasileira de punk rock, Raimundos. Foi lançado em 27 de outubro de 1997, e teve a produção de Mark Dearnley. Até março de 1998, o álbum vendeu 208.000 cópias.

## História
Este álbum apresenta certa diferença em relação aos trabalhos anteriores devido ao maior peso investido na sonoridade, à ausência de influência nordestina e às letras de cunho social, como "Baile Funky", a qual critica a igreja por sua postura em exigir o dízimo em troca da salvação da alma, e que também denuncia a corrupção da polícia.
O disco inclui também a regravação de "Oliver's Army", do cantor britânico Elvis Costello (gravada originalmente no álbum Armed Forces, de 1978); e uma versão em português de "Ramona", da banda Ramones, intitulada "Pequena Raimunda" (a qual contém, ao final, um verso de "Surfin' Bird" dos Trashmen).
Enquanto a banda tocava em turnê, a gravadora esqueceu de reservar estúdios para gravar o próximo álbum, levando os Raimundos a decidirem gravar no exterior. Foram para a Califórnia com apenas nove músicas prontas, sendo que só duas tinham letra. Gravaram em três estúdios de Los Angeles entre maio até agosto de 1997, o mais famoso sendo a Sound City, onde bandas como Nirvana, Rage Against the Machine e Red Hot Chili Peppers já passaram. A produção ficou novamente por conta de Mark Dearnley, o mesmo que trabalhou no segundo disco da banda, Lavô Tá Novo.
Durante o lançamento do álbum, foi agendado um show no dia 7 de novembro de 1997 na cidade de Santos (SP) no Clube de Regatas Santista onde faleceram oito pessoas asfixiadas e estima-se que 60 pessoas ficaram feridas. A tragédia, hoje tratada com discrição pela banda, foi causada pelo fato de a única saída solicitada pelos seguranças do evento ser apenas uma escadaria incapaz de poder atender a necessidade de todos poderem sair do evento. Os 14 concertos da tour do álbum que ainda seriam realizados no final de 1997 para promover o então lançado álbum foram todos cancelados, e o clube acabaria culpando as próprias vítimas pela tragédia ocorrida.

### Origem da Capa
A fotografia que ilustra a capa é o reflexo de uma van na traseira de um caminhão que transporta líquidos inflamáveis e foi tirada em uma auto-estrada da Califórnia pelo roadie da banda. As três placas do caminhão se referem as datas do início e fim das gravacões de Lapadas do Povo - 01/06 e 04/08.

## Faixas
| N.º            | Título                                         | Letras                                    | Música                        | Duração |  |
| 1.             | "Andar na Pedra"                               | Rodolfo, Digão, Canisso                   | Digão, Rodolfo                | 3:40    |  |
| 2.             | "Véio, Manco e Gordo"                          | Rodolfo, Digão, Canisso                   | Digão                         | 1:03    |  |
| 3.             | "O Toco"                                       | Rodolfo, Fred, Canisso                    | Canisso, Rodolfo, Digão, Fred | 2:00    |  |
| 4.             | "Poquito Más (Healthy Food)"                   | Rodolfo, Digão, Victor Porto              | Rodolfo, Digão                | 2:45    |  |
| 5.             | "Wipe Out"                                     | Rodolfo                                   | Digão, Rodolfo                | 2:23    |  |
| 6.             | "CC de Com Força"                              | Rodolfo, Digão                            | Rodolfo                       | 1:36    |  |
| 7.             | "Crumis Ódamis"                                | Rodolfo                                   | Rodolfo, Digão, Fred          | 1:58    |  |
| 8.             | "Bonita"                                       | Rodolfo                                   | Rodolfo                       | 2:03    |  |
| 9.             | "Ui, Ui, Ui"                                   | Martin Luthero (Telo)                     | Telo                          | 0:47    |  |
| 10.            | "Oliver’s Army" (Cover de Elvis Costello)      | Elvis Costello                            | Elvis Costello                | 2:12    |  |
| 11.            | "Nariz de Doze"                                | Rodolfo, Digão                            | Rodolfo, Canisso              | 3:01    |  |
| 12.            | "Pequena Raimunda (Ramona)" (Cover de Ramones) | Douglas Colvin, John Cummings, Jeff Hyman | Versão: Raimundos             | 2:26    |  |
| 13.            | "Baile Funky"                                  | Rodolfo, Digão, Canisso                   | Digão, Rodolfo                |         |  |
| 14.            | "Bass Hell" (Bônus Crap)                       |                                           | Canisso                       | 3:25    |  |
| Duração total: | Duração total:                                 | Duração total:                            | Duração total:                | 30:20   |  |

## Formação
- Rodolfo Abrantes − voz, guitarra, gritos em "Bass Hell"
- Digão − guitarra, triângulo em "Baile Funky" e vocais  (1, 5, 6, 7, 9, 10, 11, 12 e 13)
- Canisso − baixo, gritos em "Bass Hell" e vocais  (1, 2, 5, 6, 10 e 13)
- Fred - bateria

## Ficha Técnica
- Produzido, Gravado e Mixado por Mark Dearnley
- Assistente de Produção: Guilherme Bonolo
- Gravado em Los Angeles no Sound Castle Studios e Sound City Studios
- Mixado no Pacifique Studios
- Masterizado no Precision Mastering por Stephen Marcussen
- Assistentes de Gravação: Aaron Lepley, Billy Bowers, Greg Fidelman, Nick Raskulinecs
- Assistente de Mixagem: Victor McCoy
- Pré-Produzido no Mates Rehearsal Studios - LA (Bob)
- Direção Artística: Paulo Junqueiro
- Criação de Capa: Raimundos, Patrick Grosner, Roberto da Paixão e Guilherme Bonolo
- Arte Editoração eletrônica: Guilherme Bonolo e Marcelo Rossi
- Fotos: Roberto da Paixão (capa), Patrick Grosner, Roberto da Paixão e Raimundos (encarte)
- Coordenação Gráfica: Silvia Panella
- Roadie: Roberto da Paixão
- Técnicos da Bateria: Chris Sobchack, Guilherme Bonolo
- Empresário: José Muniz Neto
- Agência: Mercury Concerts - Contato: Deyse Simões
- Tour Manager: Paulo Moinhos (PT)
- Todas as músicas editadas por Warner/Chappell exceto "Oliver's Army" (EMI - Music Divisão Itaipu)

Videoclipes
- Andar Na Pedra
- Nariz De Doze
- Wipe Out 2